# Marty Cosens
Rubén Mario Cosentino, conocido como Marty Cosens (Buenos Aires, 1 de septiembre de 1935 - Buenos Aires, 20 de agosto de 2001), fue un cantante, actor y productor artístico argentino.

## Trayectoria
Estudió canto en el conservatorio del cantante de tangos Héctor De Rosas (Héctor Ángel González Padilla, 1931−2015).

### El Club del Clan
En 1959, el ecuatoriano Ricardo Mejía, directivo de RCA, ingenió una estrategia de difusión de un popular movimiento musical (la «Nueva Ola») en un programa de televisión que se llamaría El Club del Clan. Marty Cosens fue su primer artista contratado, junto a Rocky Pontoni (Orlando Amador Pontón) y Mariquita Gallegos.
Su carrera como cantante comenzó con la canción «Adán y Eva» (en un sencillo con Mariquita Gallegos, que cantaba «Éramos tan felices»). En 1965 trabajo con Carmen Sevilla en el Teatro Avenida, bajo el sonido de Humberto Mendizábal. En 1966 realizó dos discos importantes en su carrera: Sabrás («Sabrás», «No lo puedo decir», «He nacido por ti» y «Zorba el Griego») y el sencillo Marty Cosens («Señor Chaplin», «Un hombre que vale», «Viva María», «Margarita», «La puerta del amor» y «Quién me puede aconsejar»).
En el disco Explosivos, en plena época del twist, grabó: «Adán y Eva», «Murmullo de pájaro», «Besitos por teléfono», «Cuando los santos vienen marchando», «Doce meses de amor», «Por qué me enamoré de ti» y «Bossa nova, baby».
Tuvo un éxito arrollador. El Club del Clan se convirtió en un fenómeno de masas, de donde partieron muchos cantantes y músicos argentinos de los años 1960.
Cosens cantaba generalmente temas melódicos (como «La tercera luna» y «Canción triste»), compuso decenas de canciones pegadizas de mucho éxito y grabó varios discos, incluidos dos boleros de Chico Novarro («Cuidado» y «El inventario»), con quien condujo durante varios años el programa Tropicana Club, por Canal 9 de Buenos Aires.

### Actor y presentador
Participó como actor en la obra de teatro El violinista sobre el tejado, en Buenos Aires.
Trabajó además varios años en un programa en Canal 9 junto a Miriam de Urquijo.
En 1964 trabajó en El show de Libertad Lamarque.
Entre 1971 y 1974 vivió y trabajó en México, donde nació su hijo Marcelo (posteriormente actor de telenovelas).
En 1975 representó a Argentina en el Festival OTI de la Canción, celebrado en San Juan, Puerto Rico, con la canción "Dos habitantes", quedando en el décimo lugar. 
De regreso a Buenos Aires —donde sus grabaciones continuaban gozando de mucho éxito—, Cosens fue presentador del programa Sábados en familia, en Canal 9.
En 1975 trabajo en la revista musical Corrientes de lujo, junto a Chico Novarro, Estela Raval y Jorge Perez Evelyn, y luego en Sans Souci, producida por Gerardo Sofovich.
En 1978 participó, en el papel de Billy Flynn, en el musical Chicago (de Bob Fosse), en el teatro El Nacional, junto a Nélida Lobato (Roxie), Juan Carlos Thorry (Amos), Ámbar La Fox (Velma) y Jovita Luna (Mama Morton).
A fines de los años setenta y principios de los ochenta trabajó con Mario Clavel y la orquesta de Pancho Nolé en un ciclo de shows en Canal 9.
Grabó en esa época el disco El profesor de violín, que tuvo gran éxito.
En 1985 trabajó en la revista musical Humor a plazo fijo, de Enrique Carreras, en el teatro Odeón de Mar del Plata.
En los años noventa retornó a los escenarios como cantante: grabó y produjo el disco Para volver a enamorarnos, de canciones románticas, junto a Dany Martin y Lily Dahab.
En la temporada del verano 1994/1995
trabajó en el teatro Odeón de Mar del Plata en la comedia Buenas noches, aunque llueva, dirigida por Enrique Carreras, con música y canciones de Mario Clavel, con Tita Merello, Violeta Rivas, Eva Franco, José Narosky, el cantante de tangos Néstor Fabián, Mercedes Carreras, María Carreras, el dúo Canela y Miel y Rodolfo Barone.
En 1995 ganaron el premio Estrella de Mar al mejor espectáculo de revista.
En esos años creó su propia empresa productora de espectáculos, en la que representaba a cantantes tangueros.
Fue también secretario de SADAIC (Sociedad Argentina de Autores y Compositores).

## Vida personal
En la década del '60 tuvo un sonado romance con la actriz y vedette Zulma Faiad. 

## Muerte
Falleció el 20 de agosto de 2001, a los 65 años, en la clínica Bazterrica de Buenos Aires, como consecuencia de un cáncer.

## Filmografía
Cosens participó en ocho películas:
- 1964: Bettina.
- 1966: Ritmo, amor y juventud.
- 1967: Coche cama alojamiento.
- 1970: Pasión dominguera (también titulada Los hinchas; no estrenada comercialmente).
- 1978: La mamá de la novia.
- 1980: Frutilla, del director Enrique Carreras, como Reinaldo Montalbán.[9]

## Televisión
- 1960: Tropicana Club, Canal 9 (serie de televisión).
- 1964: El show de Libertad Lamarque (serie de televisión).
- 1965: Las chicas (serie de televisión; como invitado).
- 1984: Paloma hay una sola (serie de televisión).
- 1993: ¡Dale Loly! (serie de televisión), como Roberto.[9]

## Discografía
- 1961: "Presentando a Marty Cosens" (EP) - VIK
- ????: "Besitos por teléfono / Cenicienta" (simple) - VIK
- ????: "Cuando los santos vienen marchando / Adán y Eva" (simple) - VIK
- 1961: "Marty" (EP) - RCA VICTOR
- 1965: "Marty Cosens - Geraldine" (EP) - BELTER
- 1966: "Tercer Festival internacional de la canción de Mallorca" (simple) - BELTER
- 1966: "Señor Chaplin / Un hombre que vale" (simple) - BELTER
- 1966: "Marty Cosens - Viva María" (EP) - BELTER
- 1966: "Marty Cosens - Sabrás" (EP) - BELTER
- ????: "La última tarde / Una pareja" (simple) - BELTER
- ????: "Pides demasiado poco de mí / Te has hecho mejor" - BELTER
- ????: "Dos imágenes / Quiero" (simple) - SU DISCO
- 1994: "Para volver a enamorarnos" - Junto a Dany Martin y Lily Dahab